# 壽司捲

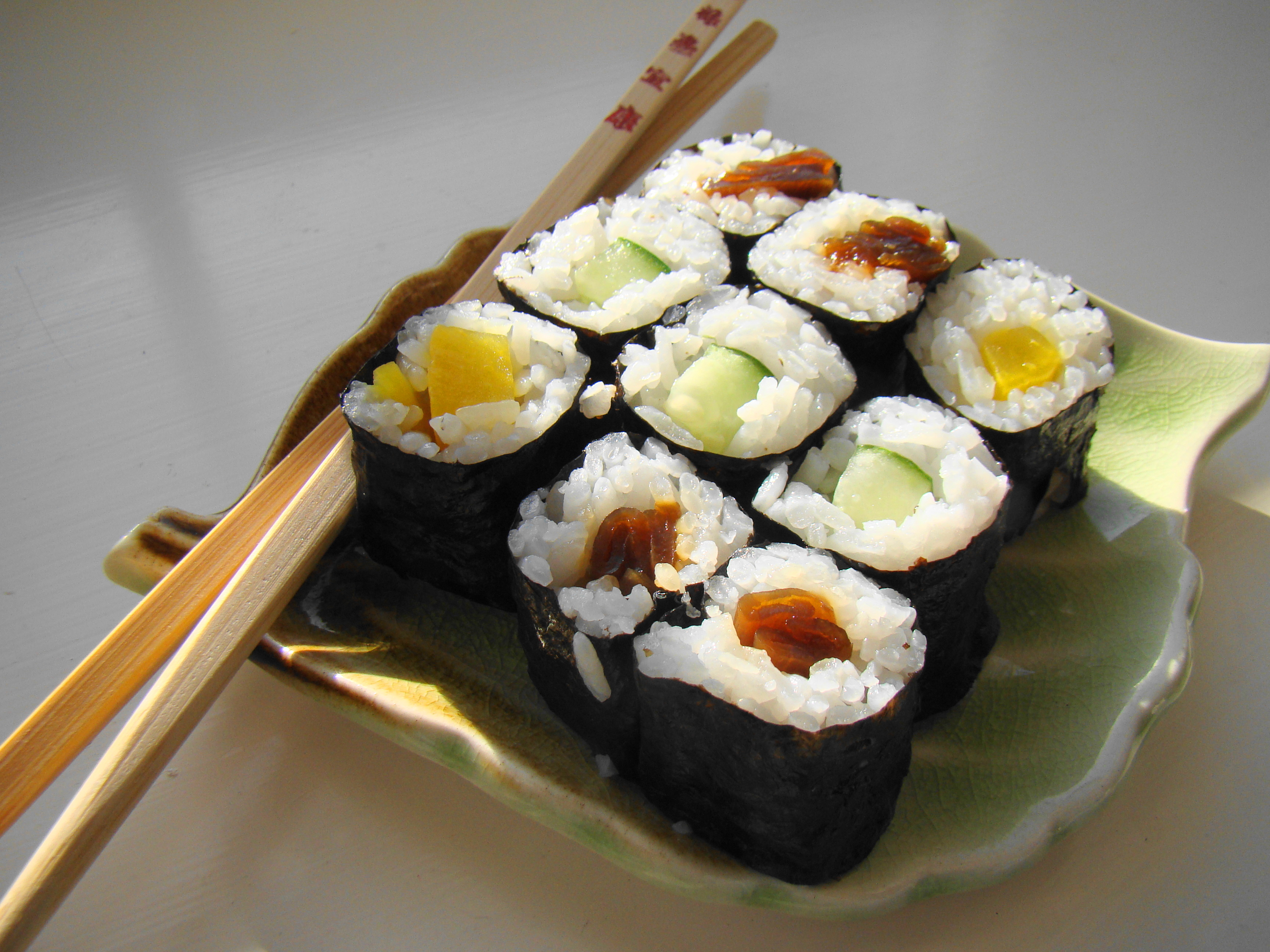
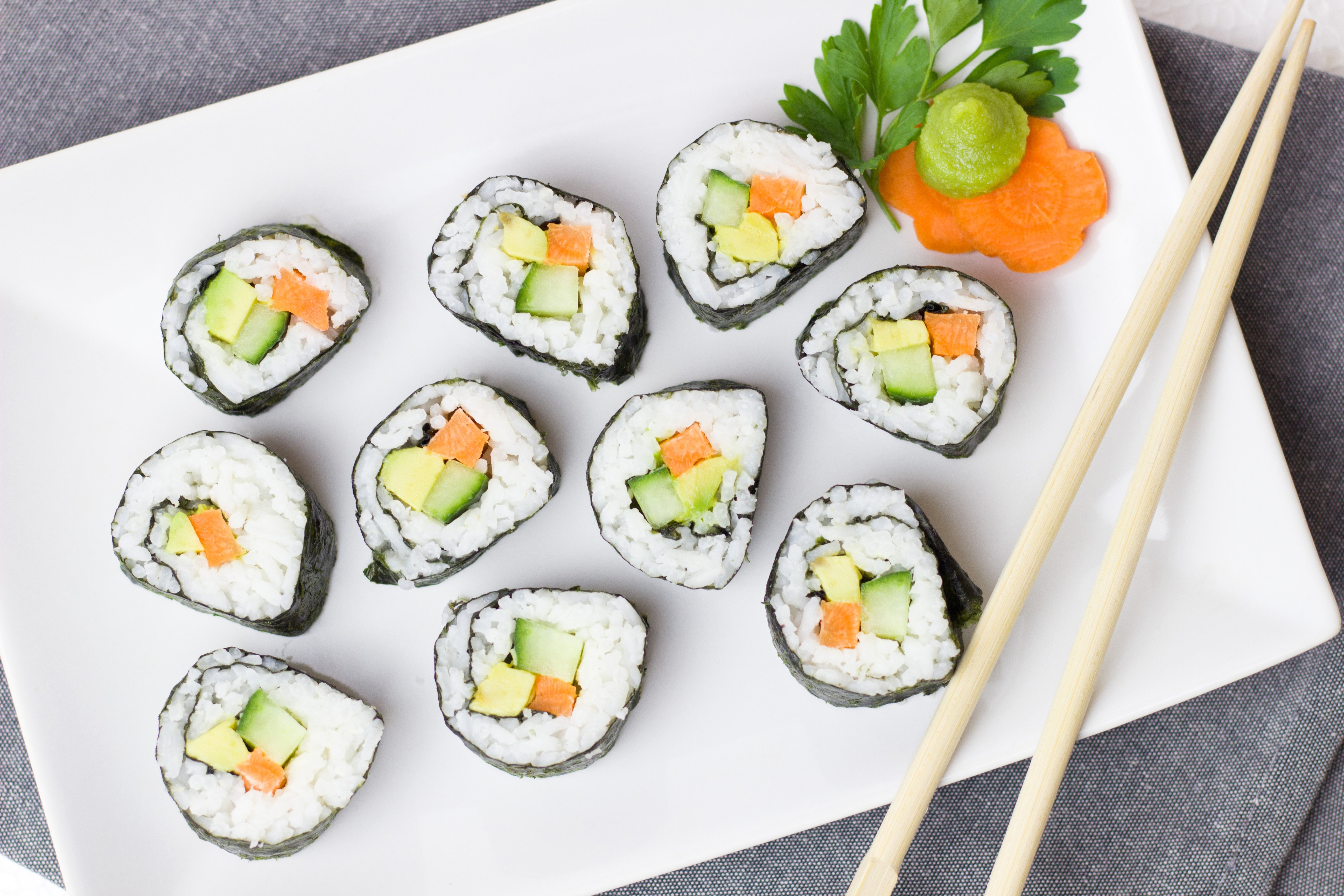
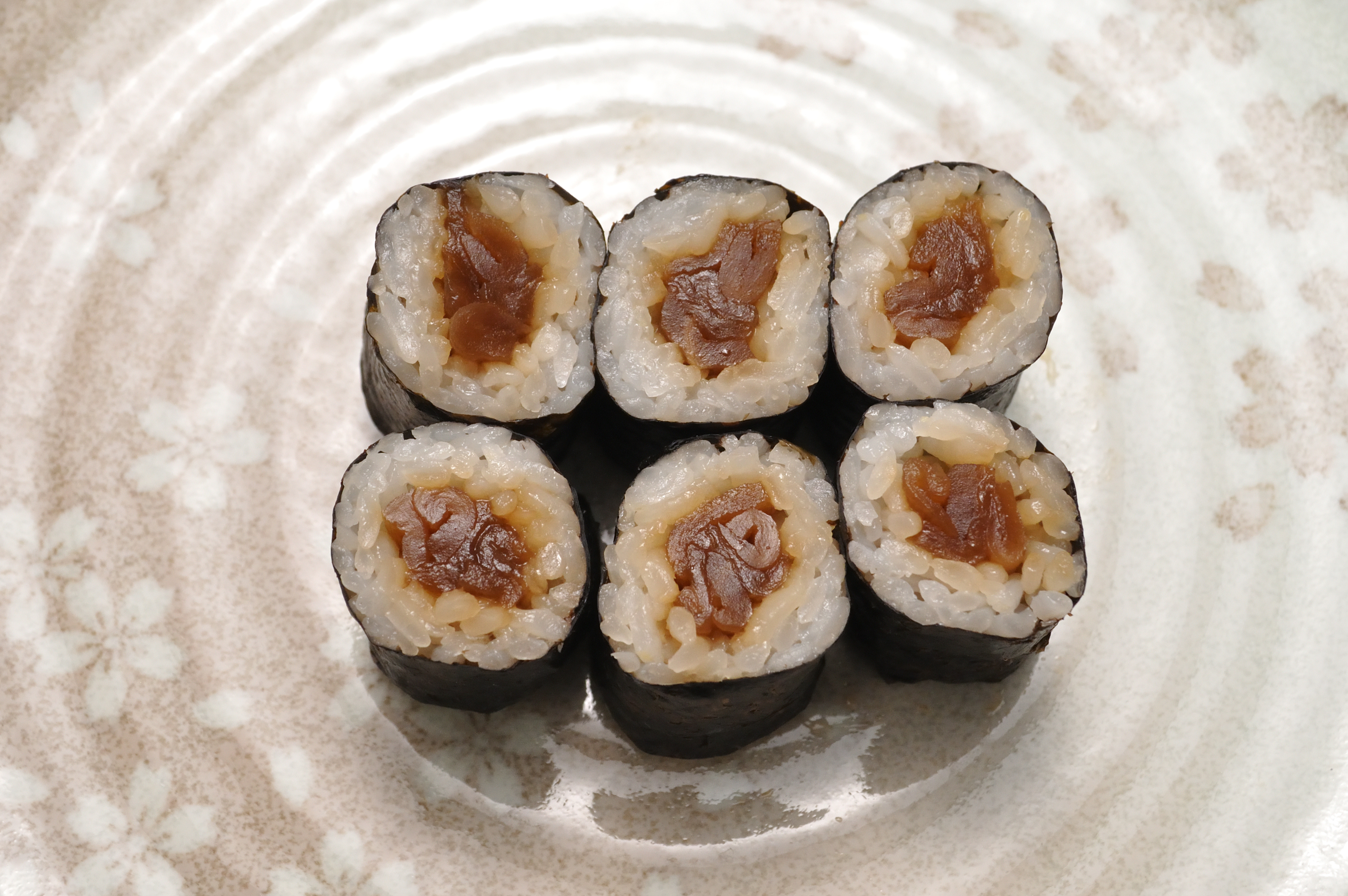

壽司捲（日语：╱まきずし）是壽司的一種，也是江戶前壽司基本的一種，它同時被稱為「飯捲」、「捲物」、「海苔捲」。

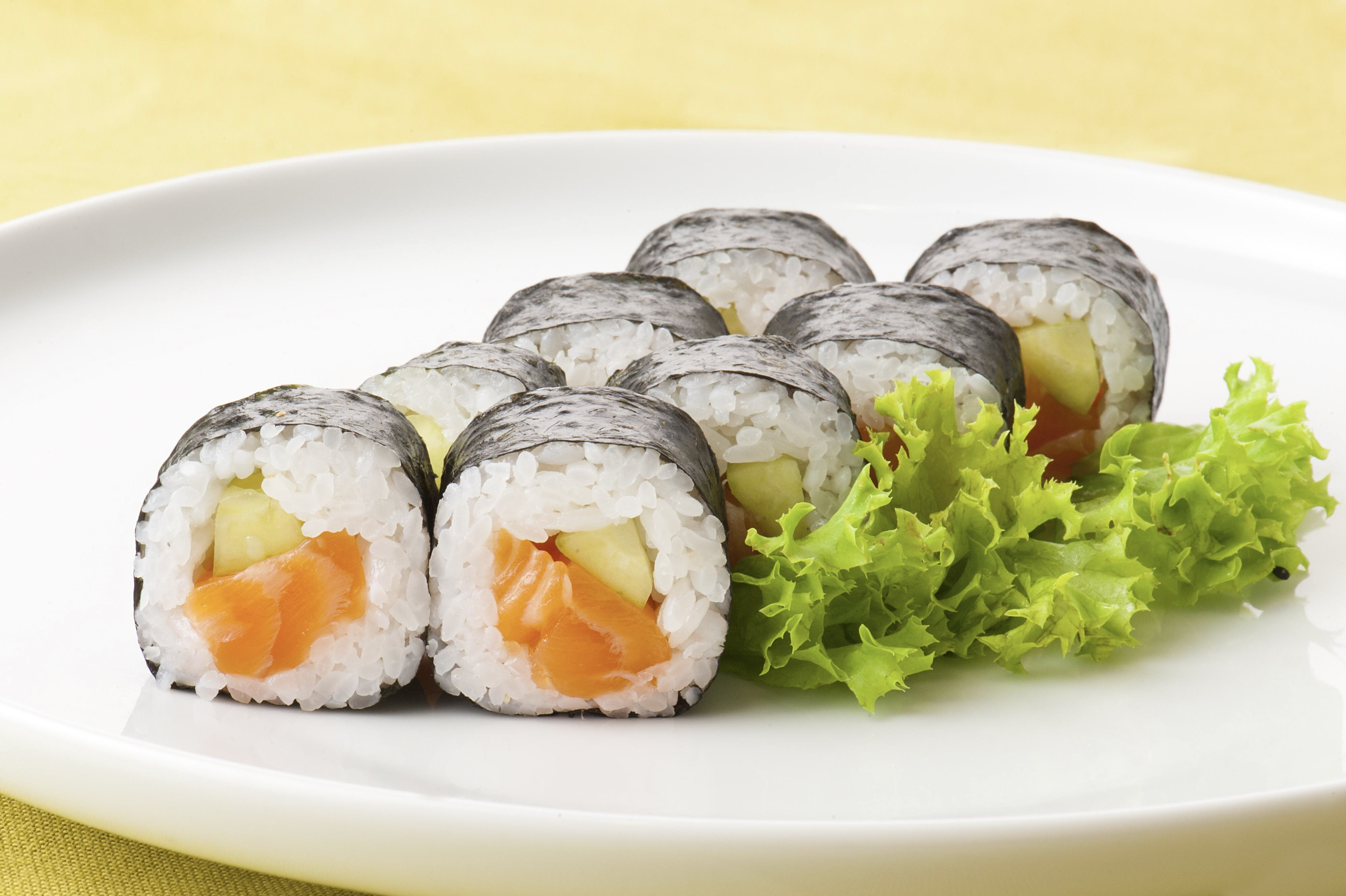
壽司捲

## 概要
一般來說，壽司捲是指在捲壽司的竹簾上面先鋪上海苔跟醋飯，然後再鋪上裡面的料並捲起來的日本料理。捲法會因地方或是店舖不一樣，但是基本上壽司捲的斷面不是方形就是圓形。
除了壽司店以外，這種壽司也常常會再便當店這種店舖或是家裡製作。在壽司店裡，師傅會視材料味道濃厚將壽司捲切成四段切或六段切（一張竹簾的長度切成四段或六段）

## 調理方法
因為這種壽司捲是用海苔跟醋飯把料捲起來的關係，可以很快速又大量的生產。也有利用使用電、自動捲壽司的機器的這種方式。

### 壽司捲裡的料
裡面的料有很多種。有那種供應需要大量生產的商業用的冷凍壽司捲的材料，也會因為材料的組合分為上捲芯、並捲芯、沙拉捲芯。

### 海苔
海苔的烤法是用像備長炭的木炭，用強火2片2片從遠處快速地讓它變成青色去烤。捲海苔需要用捲壽司的竹簾，因為要保持海苔脆脆的香味。再加上海苔很易碎，快速、謹慎地包海苔的技術是需要的。是以海苔的表面當作壽司捲的外側來使用。
現在捲壽司不侷限使用海苔，也有店家使用蛋皮或者將柴魚削成細小薄片，再將其集中壓製成大張柴魚片。